# David McIntosh
David Andrew McIntosh Parra, plus couramment appelé David McIntosh, né le 17 février 1973 à Ciudad Bolívar au Venezuela, est un footballeur international vénézuélien.

## Biographie

### Équipe nationale
David McIntosh est convoqué pour la première fois en sélection le 24 avril 1996 lors d'un match contre l'Uruguay (défaite 2-0). 
Il dispute deux Copa América : en 1997 et 1999. Il dispute également 11 matchs comptant pour les tours préliminaires de la coupe du monde 1998.
Au total, il compte 26 sélections en équipe du Venezuela entre 1996 et 1999.

## Palmarès
- Avec l'Atlético Zulia
  - Champion du Venezuela en 1998

- Avec le Caracas FC
  - Champion du Venezuela en 2003 et 2004

- Avec l'Aragua FC
  - Vainqueur de la Coupe du Venezuela en 2007 et 2008

- Avec le Deportivo Lara
  - Champion du Venezuela en 2012